# Zelotes aurantiacus
Zelotes aurantiacus är en spindelart som beskrevs av Miller 1967. Zelotes aurantiacus ingår i släktet Zelotes och familjen plattbuksspindlar. Inga underarter finns listade i Catalogue of Life.